# Освободительное движение геев и лесбиянок
Освободительное движение геев и лесбиянок, освобождение геев (англ. Gay liberation movement, Gay liberation) — американское гей-движение периода конца 1960-х — начала 1970-х годов, характеризующееся стремлением к массовому каминг-ауту среди ЛГБТ и формированием концепции «гей-гордости», приходящей на смену борьбы с чувством стыда. Этот период также характеризуется началом активного употребления разговорного слова «гей» для самообозначения взамен научных слов «гомосексуал» или «гомофил». Многие представители идеологии освободительного движения придерживались радикальных взглядов и полностью отвергали такие фундаментальные общественные институты, как пол или семья.
Движение освобождения нашло своих сторонников не только в США, но и по всей Северной Америке, Западной Европе, Австралии и Новой Зеландии. Однако в конце 1970-х годов оно утратило своё значение и западное ЛГБТ-движение сосредоточилось на борьбе за гражданские права ЛГБТ.